# Trachelophoridius filicollis
Trachelophoridius filicollis is een keversoort uit de familie bladrolkevers (Attelabidae). De wetenschappelijke naam van de soort werd in 1895 gepubliceerd door Léon Marc Herminie Fairmaire.